# Kathua
Kathua est une ville indienne située dans le district de Kathua dans le territoire du Jammu-et-Cachemire. En 2011, sa population était de 51 991 habitants.